# Antoni Wacyk
Antoni Wacyk pseud. Gniewomir (ur. 25 listopada 1905 w Kuryłówce Murowanej na Podolu zazbruczańskim, zm. 25 sierpnia 2000 we Wrocławiu) – polski pisarz i publicysta, ideolog grupy Zadruga.

## Życiorys
W latach 1918–1920 był harcerzem i uczniem Polskiego Gimnazjum Społecznego w Kamieńcu Podolskim . W 1932 roku ukończył prawo na Uniwersytecie Jana Kazimierza we Lwowie. Po przeprowadzeniu się do Warszawy pracował jako urzędnik w Ministerstwie Poczt i Telegrafów. W pierwszej połowie lat 30. był członkiem lwowskiego koła Związku Akademickiego Młodzież Wszechpolska. W 1937 został redaktorem pisma „Zadruga”. W swoich pracach podważał i negował zasługi Kościoła w Polsce oraz twierdził, że kler i katolicyzm był główną przyczyną upadku i rozbiorów Polski. Był autorem credo Zadrugi, cyt.

Odkatoliczyć, unarodowić, dowartościować Polaka!

We wrześniu 1939 r. ewakuowany wraz z personelem Ministerstwa PiT, 17 IX udał się do Rumunii. Dotarł do Francji, a następnie do Wlk. Brytanii, gdzie służył w Polskich Siłach Zbrojnych. W 1944 w Szkocji wydał biuletyn „Goreją Wici”, propagujący idee zadrużne.
W 1946 wrócił do kraju, od 1948 mieszkając we Wrocławiu. W 1956 roku według niepewnych informacji stanął na czele nieformalnego Stowarzyszenia Intelektualnego „Zadruga”. Po zniesieniu cenzury na nowo podjął się pisarstwa. W 1990 rozpoczął współpracę z kierowanym przez Zdzisława Słowińskiego wrocławskim Wydawnictwem Toporzeł. Opublikował tam broszury wyjaśniające poglądy zadrużne. Po powrocie z emigracji, długo nie zgadzał się na wznowienie Kultury bezdziejów, uważanej za jego najpopularniejszą pracę. Uważał, że jest to praca wtórna w stosunku do Dziejów bezdziejów autorstwa Jana Stachniuka i byłaby podważeniem autorytetu mistrza za jakiego go uważał. Dopiero po wydaniu kolejnych czterech książek, kiedy to ujrzał, że czytelnicy wyraźnie rozróżniają zarówno zawartość merytoryczną jak i styl jego książek od prac Stachniuka, zgodził się na wznowienie, i pod jego kątem dopisał kilka zdań wyjaśniających, zawartych w "nocie po latach dopisanej". Brał też udział w opracowaniu nowych wydań prac Jana Stachniuka, jakie wyszły w tym wydawnictwie.
W książce „Moja Słowiańska Wolność" dedykowanej Antoniemu Wacykowi autor określa go najbardziej polskim Polakiem .

## Publikacje
Źródło
- Kultura bezdziejów. Rzecz o dziejowej degradacji narodu polskiego (1945, wyd. II Wrocław 2010)
- Jan Stachniuk – Życie i dzieło (1976, rękopis w zbiorach Biblioteki Jagiellońskiej)
- Mit polski – Zadruga (1989)
- Rymy zadrużne (1992)
- Filozofia polska – Zadruga (1994)
- Na pohybel katolictwu – Zadruga (1995)
- O polski charakter narodowy – Zadruga (1995)
- Jan Stachniuk 1905 - 1963. Życie i Dzieło, tom I, Wyd. Rękodzielnia Kompendium Narodowe, (2008)

Tłumaczenia z języka ukraińskiego:
- Łozko H.S. Rodzima wiara ukraińska, Wrocław 1997, Wyd. Toporzeł.